# Cerchione

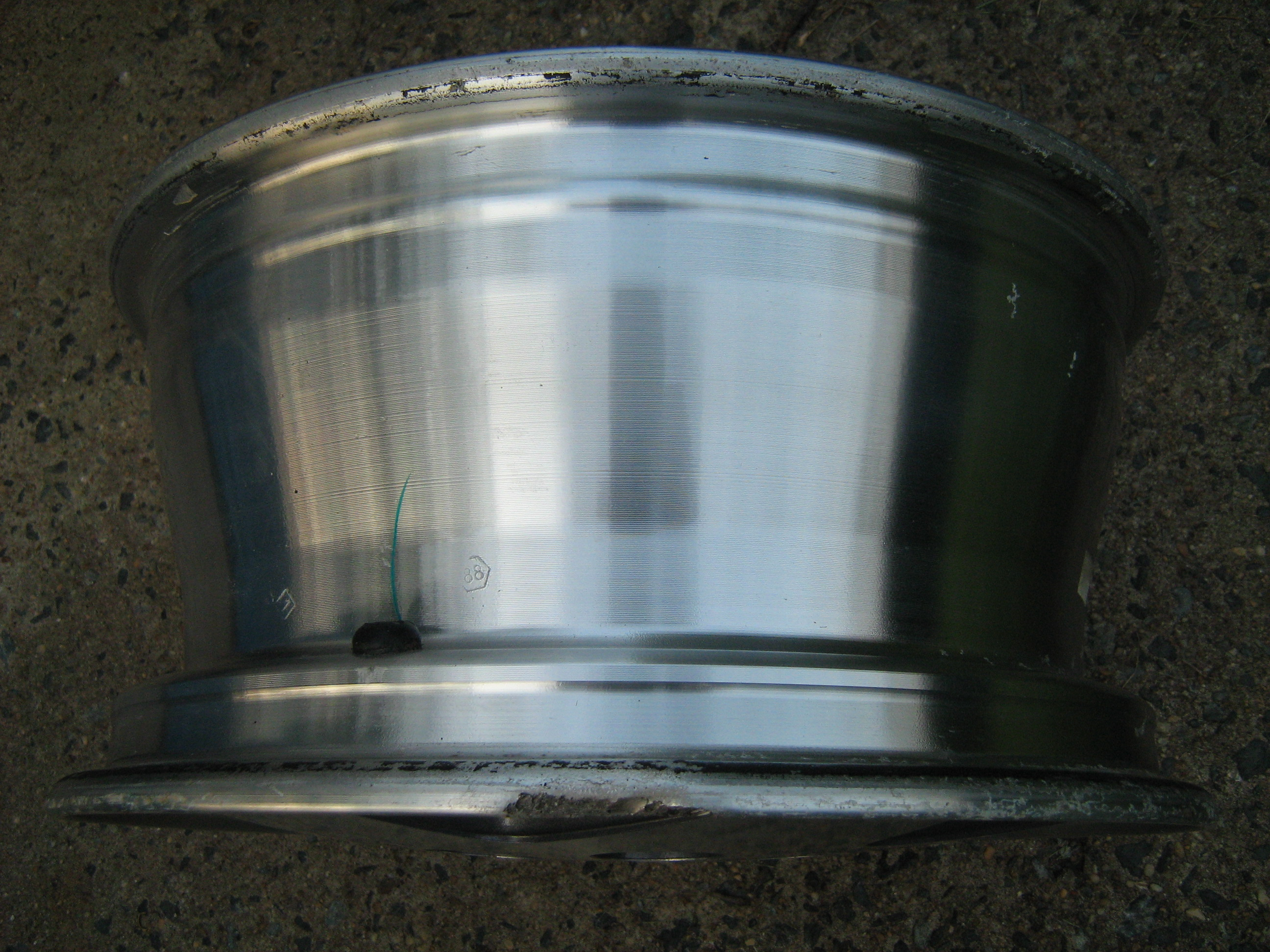
Cerchione automobilistico
8J x 17 H2 S

Sezione cerchione bicicletta:
1=Cerchione
2=Copri nipple
3=Pista per i pattini del freno
4=Corda d'acciaio
5=Camera d'aria
6=Pneumatico
7=Battistrada

Il cerchione (a volte detto anche solo cerchio) è l'elemento della ruota che collega lo pneumatico al veicolo.

## Materiali
Il cerchione può essere costruito in vari materiali:
- Lega di alluminio, materiale usato per la leggerezza e la modellabilità, utilizzato per molte tipologie di veicolo, talmente diffuso che i cerchi fabbricati con questa lega sono denominati semplicemente "cerchi in lega" (sottinteso "leggera")
- Acciaio a basso tenore di carbonio, materiale usato in passato per i cerchioni, il mozzo e i raggi della bicicletta
- Acciaio a più alto tenore di carbonio, materiale usato nei cerchioni di fascia bassa degli autoveicoli, solitamente coperti con copricerchioni in plastica
- Acciaio legato, materiale usato principalmente per cerchi destinati a moto da fuoristrada, auto stradali o camion.
- Lega di ghisa, materiale di maggiore impiego per i cerchi stradali dei motoveicoli e delle automobili.
- Lega di magnesio, materiale usato per i cerchi motociclistici stradali, i quali permettono di ridurre il peso complessivo, ma risultano più costosi.
- Fibra di carbonio, materiale usato per alcuni veicoli da competizione.

I cerchi possono essere colorati mediante vari procedimenti di verniciatura (e successiva copertura con strato protettivo trasparente a effetto satinato opaco o a effetto lucido), diamantati (con successiva applicazione di strato protettivo trasparente tipicamente a effetto lucido) o sottoposti ad altri trattamenti di finitura. La verniciatura a polvere è quella impiegata a livello professionale (linea di verniciatura) svolta da imprese specializzate.

## Tipologie
I cerchioni possono essere:
- A raggi, il cerchione esterno è collegato al mozzo tramite i raggi, i quali variano per numero, spessore e incroci ("dritti", "primo incrocio", "secondo incrocio" o "terzo incrocio"), tali elementi lavorano per trazione
- A razze/stampato, questi cerchioni sono un elemento unico o scomponibile di metallo, con il cerchione esterno e il mozzo centrale in un unico elemento, questi elementi lavorano per compressione.

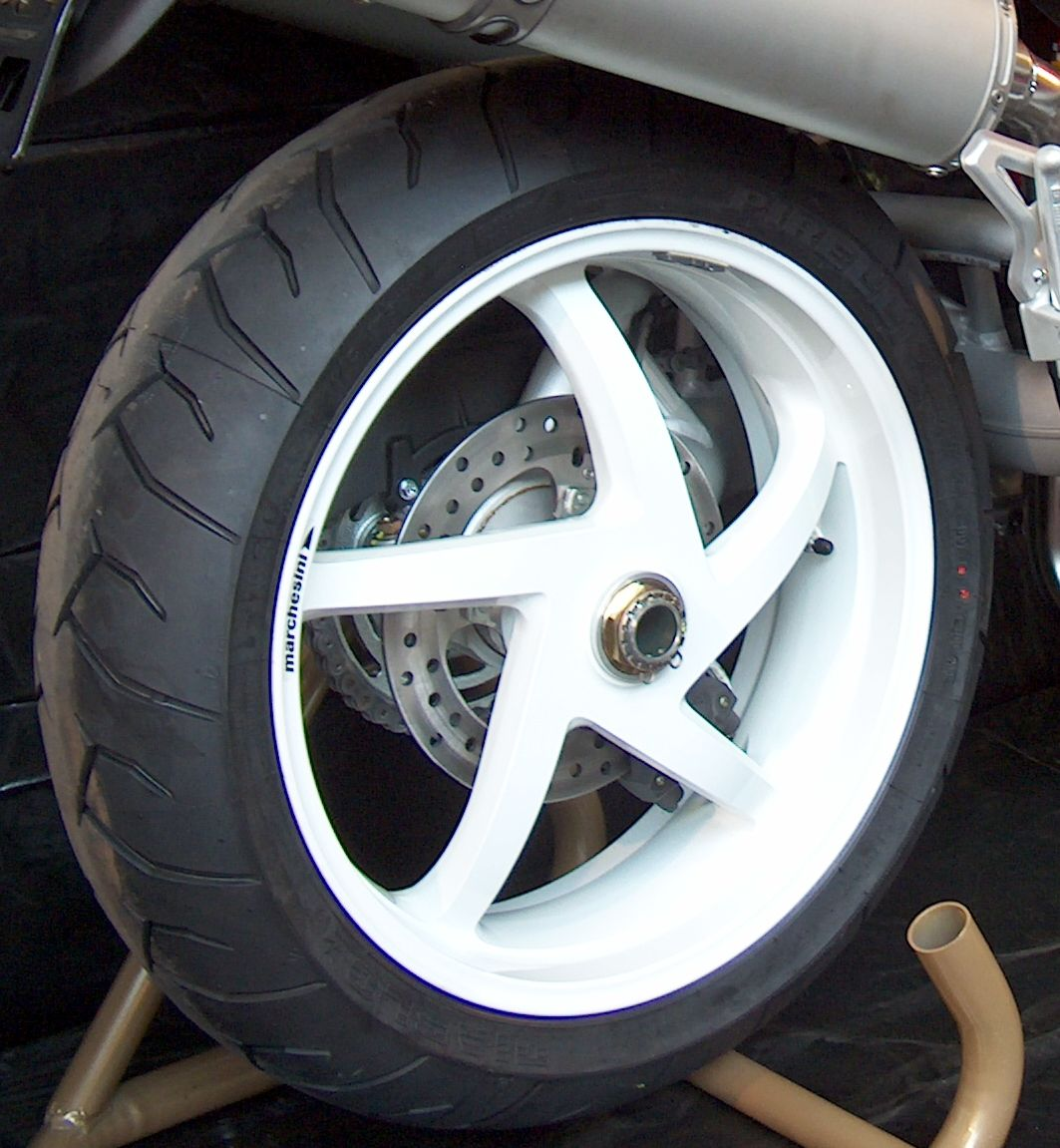
Cerchione posteriore a razze motociclistico monobraccio.
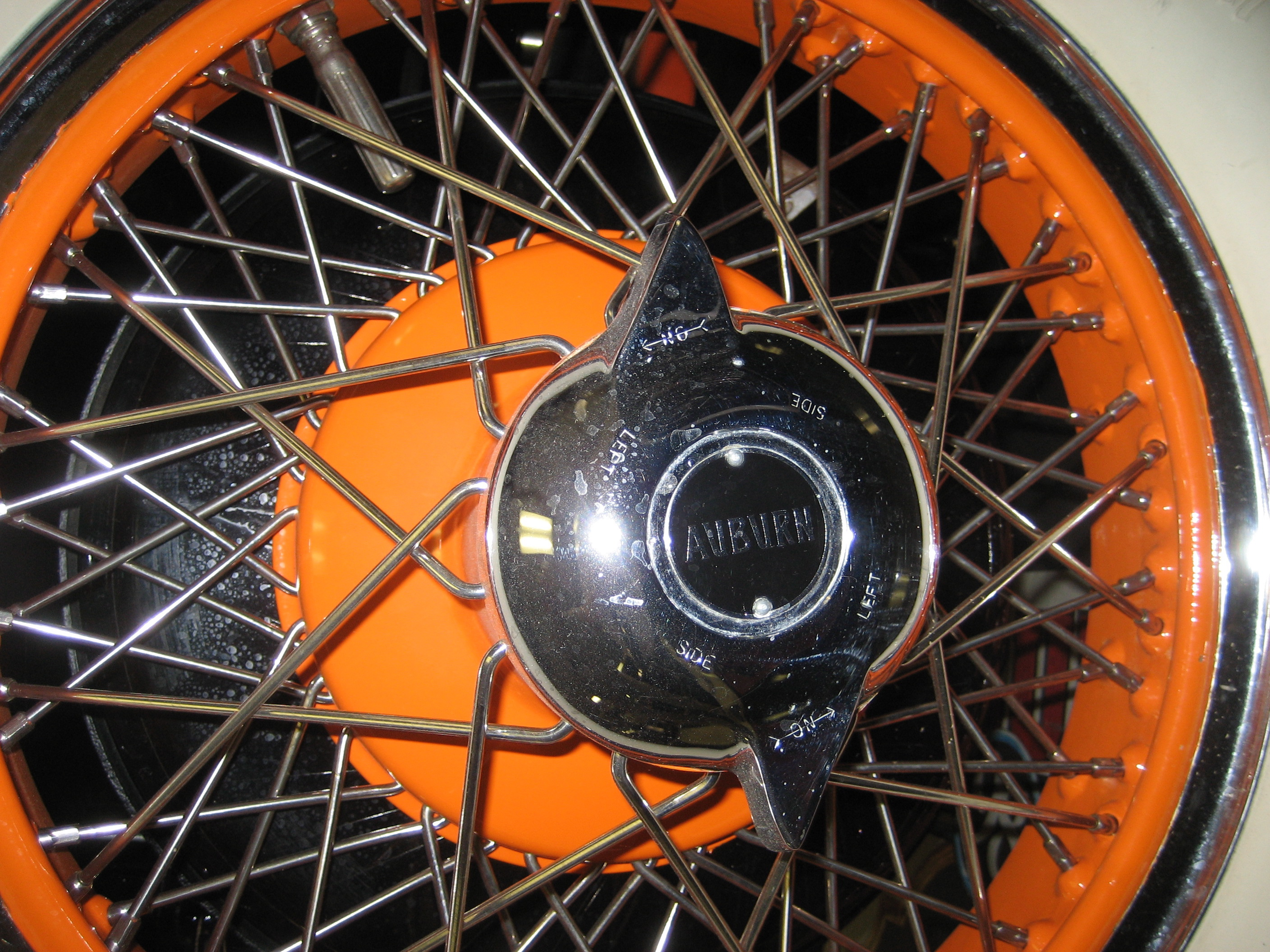
Cerchione a raggi automobilistico.
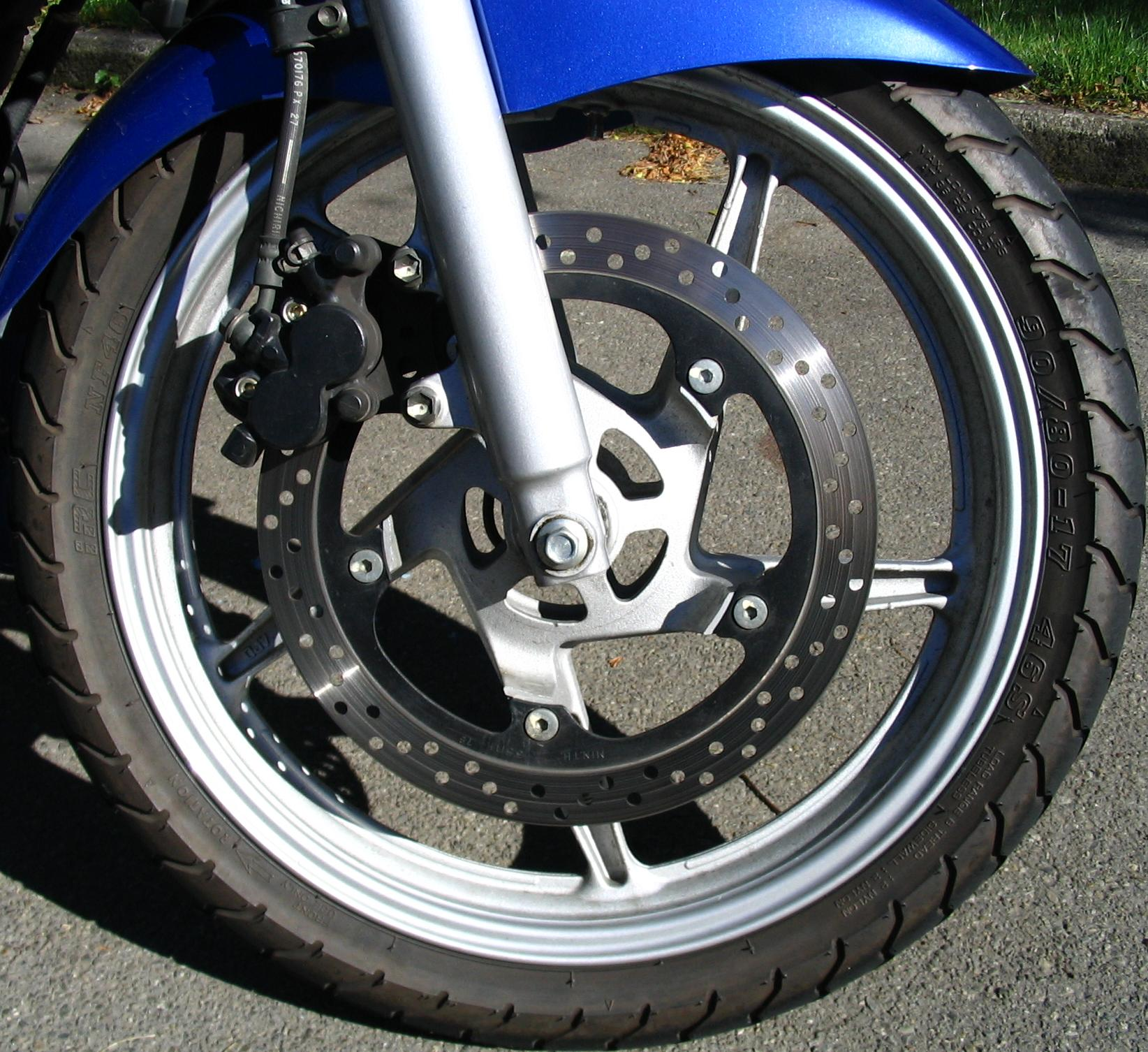
Cerchione anteriore a razze scoteristico.

## Caratteristiche

### Offset (ET e distanziali)

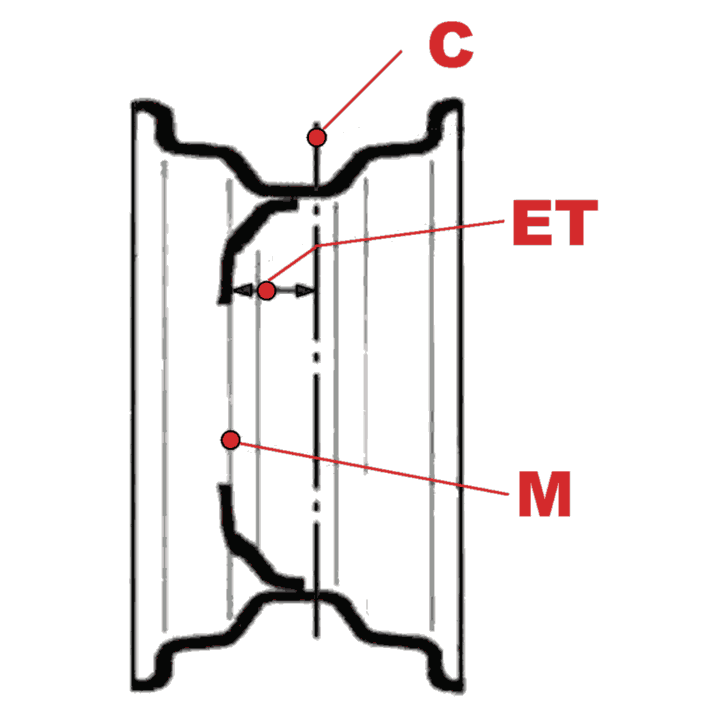
Schema di un cerchione (il lato sinistro corrisponde alla parte esterna e visibile del cerchio una volta montato):
C: Linea centrale del cerchione
M: Piano d'ancoraggio del cerchione al mozzo ruota
ET: Offset

La misura dell'offset è definita ET e interessa esclusivamente i cerchi per veicoli a quattro o più ruote.
Questa misura, che viene data in millimetri, definisce la distanza tra il piano centrale del cerchio ed il piano di fissaggio dello stesso; se il piano di fissaggio del cerchio è perfettamente al centro si ha quindi un ET=0, mentre se il piano di fissaggio è più spostato all'esterno si ha un ET positivo (generalmente definito da misure standard di 10 in 10), mentre se il piano di fissaggio è più spostato all'interno si ha un ET negativo. Pertanto, a parità di larghezza del cerchio, un ET minore rispetto a quello di partenza comporta un aumento della carreggiata del veicolo.
Un effetto del tutto simile, ma senza la sostituzione del cerchio, è quella d'interporre un distanziale (generalmente una piastra o vari spessori), in modo da ridurre l'offset totale del gruppo cerchio+distanziale di una misura pari proprio allo spessore del distanziale stesso.
La misura dell'offset viene decisa dal progettista del veicolo in base all'ingombro laterale del mozzo della ruota (e del freno ad esso collegato) e a considerazioni sulla dinamica delle sospensioni. Nella maggior parte dei casi si cerca di mantenere il punto di applicazione delle forze frenanti e motrici coincidente con la linea mediana del canale, forze che oltre dall'offset vengono influenzate dalla campanatura e dalla larghezza dello pneumatico; queste infatti influiscono sulla distribuzione della forza motrice e frenante dalla ruota al suolo, per annullare l'indesiderato momento (cioè la forza applicata al "braccio" pari all'ET) che tende a far ruotare il gruppo ruota intorno all'asse verticale generando reazioni allo sterzo note col nome di "torque steer". Queste ultime si amplificano maggiormente quanto più, in caso di sostituzione del cerchio originale, ci si discosta dall'ET previsto dal progettista.

### Diametro
Il diametro del cerchio, per convenzione misurato in pollici, (esempio, 6J x 14 H S) determina le misure degli pneumatici che si possono abbinare. Entro il limite del diametro totale della ruota completa (cerchione + pneumatico), se si aumenta il diametro del cerchio si possono usare pneumatici con spalla minore, il che aumenta la rigidità dello pneumatico, migliora l'impronta a terra e riduce le torsioni dello pneumatico in curva, fattore importante e vantaggioso nell'uso su asfalto, ma deleteria nell'uso fuori strada.
Negli ultimi anni le case automobilistiche hanno montato (in primo equipaggiamento) cerchi di diametro superiore rispetto al passato per svariati motivi, tra cui soprattutto la necessità di adottare impianti frenanti maggiormente dimensionati. Questo a causa del generale aumento della massa dei veicoli dovuta al rispetto di norme di sicurezza sempre più stringenti.

### Canale

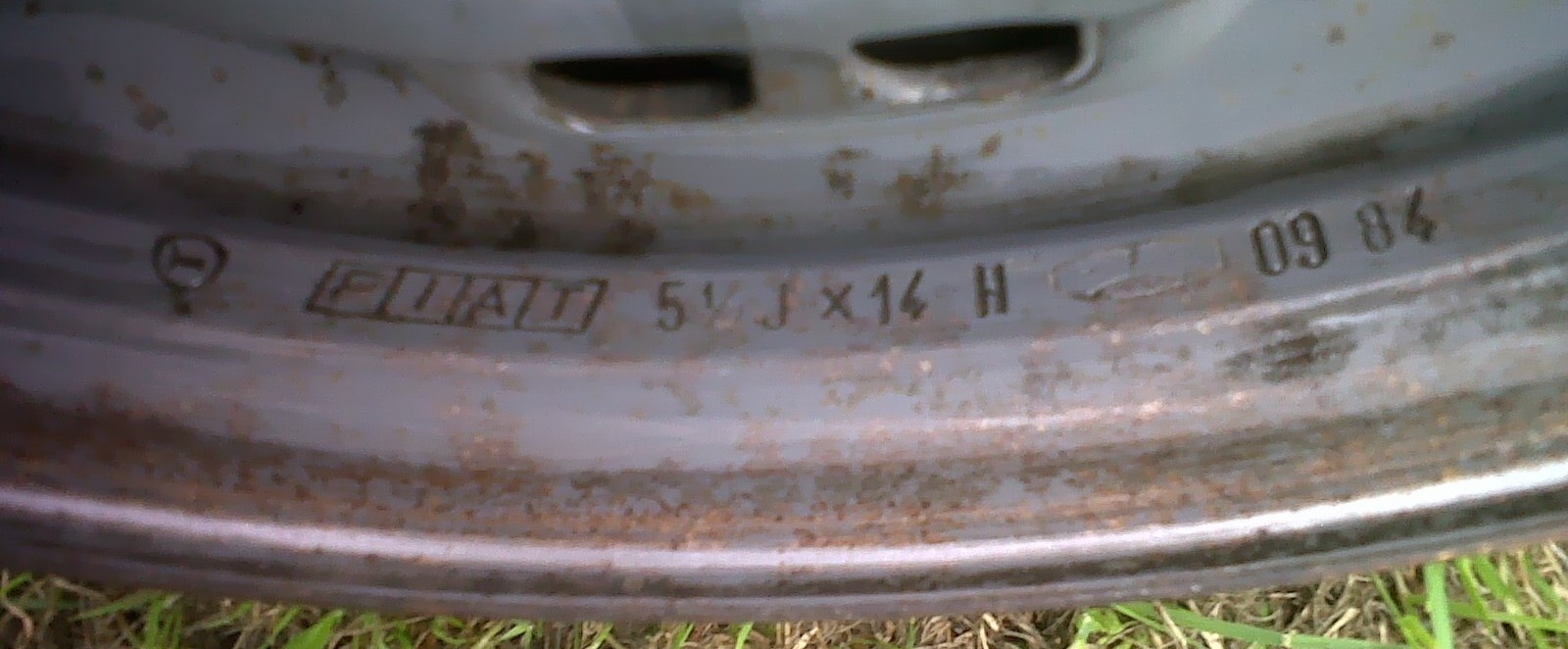
Misure stampate su un cerchione automobilistico

Il canale del cerchio, viene definito da diverse misure (riportate in seguito), inoltre definisce la sede su cui viene montato lo pneumatico.
Questa misura viene riportata sulla parte periferica del cerchio (esempio, 5½ J x 14 H) e i dati variano a seconda dei cerchi e degli pneumatici che ospitano. Nell'esempio portato il cerchio ha un canale da 5,5 pollici, con un "profilo a J" (quindi si tratta di un cerchione automobilistico), con un diametro di 14 pollici e studiato per ospitare uno pneumatico di tipo tubeless (Hump alto).

#### Larghezza
La larghezza è una semplice misura espressa in pollici, fondamentale per definire il comportamento con uno determinato pneumatico.
- In ambito automobilistico: Con una larghezza del cerchione e del battistrada uguali, si ha il miglior comportamento dello pneumatico e le sue spalle sono dritte.
Nel caso il cerchione sia più stretto lo pneumatico tende a "bombarsi" e avere un'impronta a terra minore, in modo del tutto analogo alla presenza di pneumatici troppo gonfi; nel caso opposto, con cerchione più largo, lo pneumatico tenderà ad avere una gola centrale, il che comporta un'impronta a terra più piccola e divisa in due, in modo del tutto analogo ad avere pneumatici sgonfi.
- In ambito motociclistico: Sulle moto avere la larghezza ottimale del cerchione è più flessibile e varia a seconda del tipo di stile di guida; si ritiene corretto adoperare larghezze superiori a battistrada più larghi, ma nel dimensionamento dei componenti occorre considerare anche l'altezza della spalla e l'uso del mezzo. Infatti ad altezze maggiori della spalla o a una maggiore richiesta della capacità d'inclinazione, si adoperano canali più stretti, in modo da poter avere un profilo più arrotondato possibile, mentre se si esagera si rischia d'avere una ridotta impronta a terra. In casi di richieste e/o condizioni opposte si ha un profilo poco arrotondato il che porta sì a un aumento dell'impronta a terra, ma anche a una riduzione della capacità d'inclinazione della moto.

#### Profilo canale
Questo profilo si differenzia principalmente per i cerchi automobilistici da quelli motociclistici:
- J: "profilo a J" (per cerchi automobilistici) del bordo di attacco esterno del cerchio per lo pneumatico fino al bordo d'attacco interno del cerchio per lo pneumatico.
- B: Simile alla J, ma meno profondo.
- U: "profilo a U" (per cerchi motociclistici o ciclistici) del bordo di attacco esterno del cerchio per lo pneumatico fino al bordo d'attacco interno del cerchio per lo pneumatico, il che ne fa un profilo simmetrico idoneo in alcuni casi (devono essere cerchi studiati appositamente o essere del tipo a raggi) a consentire la rotazione del cerchio in entrambe le direzioni.
- H: "profilo a H" (per veicoli d'epoca), il profilo è molto simile al cerchio ad U, ma con ulteriori due protuberanze verso la parte interna.

#### Hump
L'hump è la bombatura/gobba interna di rinforzo del canale che evita allo pneumatico di far collassare la spalla dentro al canale
- H: Humb questo profilo H1 o H2 definisce l'Hump, ovvero il risalto (bombatura/curvatura) per tubeless, nel caso sia H o H1 si ha un solo risalto (solo da un lato), nel caso sia H2 si ha un doppio risalto (entrambi i lati)
- FH: o Flat Humb, si ha un risalto interno piatto, FH2 si ha un doppio risalto piatto
- EH2: Extended Hump (doppio risalto esteso)
- EH2+: Extended Hump plus (doppio risalto esteso per pneumatici Run Flat)
- CH: combination hump è simile all'H, ma la gobba/risalto interna è piatta

#### Profondità (pozzo)
Profondità del canale, chiamata anche pozzo è la parte cava del fondo del cerchione, di cui il profilo di questa cava varia dal tipo di profilo del canale e in minima parte da produttore a produttore, serve per facilitare le operazioni di montaggio dello pneumatico, in quanto gli anelli anelastici presenti nel tallone dello pneumatico, inoltre, maggiore sarà la profondità del canale e maggiore sarà la quantità d'aria contenuta tra pneumatico e cerchio, richiedendo meno attenzioni per il controllo della pressione degli pneumatici.
- S: Canale interno del cerchio profondo

### PCD
PCD, sigla dell'inglese 'Pitch Circle Diameter, indica il numero e la distanza delle viti di fissaggio. Esempio:
7,5J x 18 –- ET 35 –- 5/100
Il 5 sta per il numero di fori, mentre la loro posizione espressa in millimetri è di 100 ed esprime il diametro di un cerchio immaginario che passa per il loro centro o volendo il doppio dell'interasse tra l'asse della vite e del cerchione.

#### Cerchione a un bullone (monodado)
Questo tipo di cerchioni è usato nelle competizioni automobilistiche di Formula 1 e sulle moto con forcellone monobraccio; con tale sistema si ha solo un grande bullone che tiene vincolata la ruota al mozzo, che a volte può essere accompagnato da una copiglia.

#### Cerchione senza bulloni
In Italia, a Catania, nel 2005 è stata inventata una ruota che è sprovvista dei bulloni di fissaggio, e che viene fissata al perno tramite un sistema a pistoni: inserendo la ruota su tale perno fuoriescono i pistoni dal perno i quali si vanno a incassare nel cerchione in apposite sedi, bloccando la ruota al perno. Per l'estrazione della ruota bisogna azionare un dispositivo che sblocca i pistoni del perno.

#### Cerchione senza mozzo
Cerchione sprovvisto di mozzo, che si collega al mezzo tramite un cuscinetto di dimensioni molto elevate. Questo sistema è stato brevettato il 15 gennaio 1990 in Francia dall'imprenditore Dominique Mottas.

### Nipple

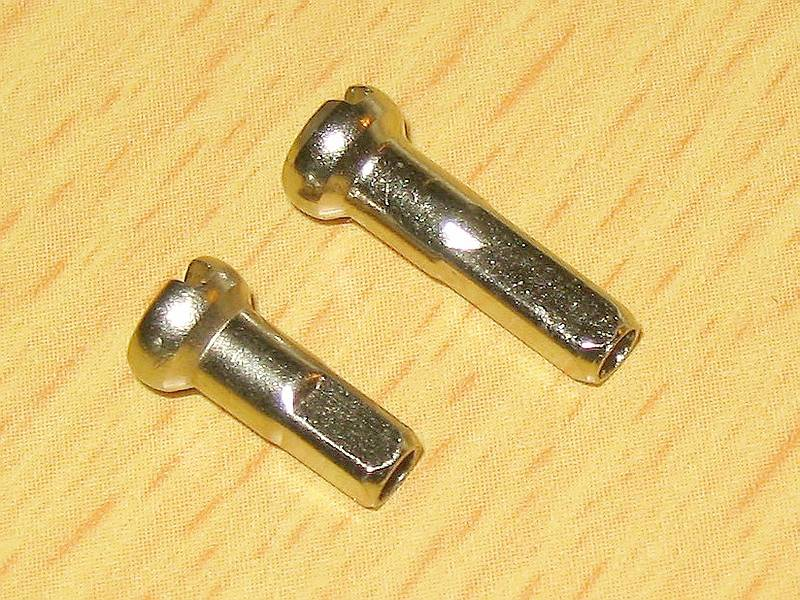
Nipple

Questo dato è evidentemente utile solo nei cerchioni a raggi: i nipple sono posti all'interno del cerchione (ruota esterna) e riescono, tramite regolazione esterna tiraraggi, a regolare la tensione del raggio. A partire dal 2000 sono apparsi i primi nipple posti nel mozzo e quindi nella parte centrale della ruota, ottenendo sia una riduzione dell'effetto delle masse rotanti, sia l'aumento della resistenza del raggio, che in questo caso non presenta la curvatura della testa.
Generalmente all'interno del cerchione le teste dei raggi sono coperte da uno strato di gomma, per evitare di danneggiare la camera d'aria forandola con i terminali dei raggi eventualmente sporgenti.

### Peso
Maggiore è il peso del cerchione e maggiore risulta la sua massa e il peso delle masse non sospese; aumentando tale peso, si aumenta l'inerzia delle sospensioni, le quali devono gestire pesi maggiori e sono per questo meno reattive, aumentando la difficoltà nel mantenere una tenuta ottimale.
Inoltre si aumenta l'inerzia rotazionale, la quale aumenta la resistenza della ruota a cambiare la sua direzione, con effetti sulla sterzata; nel caso di motocicli ciò porta anche a un aumento della stabilità ad alte velocità e con vento laterale.
In ambito agricolo a volte si utilizza zavorrare le ruote tramite masse da applicare al cerchione, il tutto è legato per operazioni  di lavorazione in carico al mezzo agricolo, in particolar modo aumentare la trazione, la quale  è direttamente connessa al suo peso sull'asse di trazione e quindi ridurre lo slittamento ed evitare così i danni al terreno e agli pneumatici, inoltre ponendo il peso più in basso possibile si abbassa il centro di gravità, il che aumentare la stabilità di guida, in particolar modo su terreni con pendenza elevata.

## La valvola
Ogni cerchione ha una sede per la valvola pneumatica, a seconda del tipo di cerchio questa sede può essere più o meno grande, per i cerchi TT e che quindi richiedono una camera d'aria il foro può essere piccolo, mentre per i cerchi TL e quindi non richiedono camera d'aria il foro è più grande.
Inoltre tale sede nel caso di cerchi TL può essere occupata da una valvola metallica, di gomma, dritta piegata, lunga corta, ma anche da valvole a scomparsa, chiamate anche valvole invisibili, le quali trovano applicazione soprattutto sui cerchi in lega, in quanto non vanno a intaccare l'appariscenza del cerchione.

## Accorgimenti
Nei cerchi motoristici possono essere presenti:
- Parastrappo, sistema usato praticamente solo su alcune motociclette, in modo da ridurre la violenza dell'erogazione, sistema caratterizzato da uno o più inserti in gomma.
- Borchia, serve per coprire il cerchione, questa può coprire interamente il cerchione (tipico caso dei cerchi in acciaio) o lo può coprire parzialmente, generalmente il solo mozzo con i bulloni di fissaggio. In alcuni casi la borchia è divisa in due: una parte copre il mozzo e l'altra la parte più esterna del cerchio, per coprire gli eventuali pesi d'equilibratura.
- Fermacopertone, si tratta di un elemento posto all'interno del cerchione, che aggancia le spalle del copertone e lo blocca ai lati del cerchione, questo permette di utilizzare pressioni più basse senza che si verifichi la rotazione del copertone sul cerchione.

Il sensore di rilevazione pressione è un accessorio del cerchione sempre più diffuso.

## Normativa
I cerchioni devono seguire un iter di omologazione e test per essere approvati, test che dovrebbero garantire una sicurezza adatta per il tipo di applicazione.
Le prove da eseguire possono variare da nazione a nazione, sia per quanto riguarda i costruttori, che per i rivenditori di terze parti, compreso l'utilizzo e omologazione di misure originariamente non previste.